# John Watts Young
John Watts Young (San Francisco, 24 settembre 1930 – Houston, 5 gennaio 2018) è stato un astronauta statunitense.
Young è stato il nono uomo a porre il suo piede sulla Luna e l'unico statunitense che volò con i moduli spaziali Gemini, Apollo e Space Shuttle.

## Biografia

### Inizio della carriera
John Young studiò tecnica del volo presso il Georgia Institute of Technology terminando gli studi nel 1952 con il massimo dei voti. Young si arruolò nella Marina degli Stati Uniti e prestò servizio sul cacciatorpediniere USS Laws. Solo in seguito effettuò il suo addestramento da pilota, volando per quattro anni su diversi aerei da combattimento. Nel 1959 divenne pilota per diversi esperimenti della marina e nel 1962 riuscì a battere diversi record mondiali nel volo in picchiata e di rapida ascesa.

### Gemini
La NASA scelse Young il 17 settembre 1962 con il secondo gruppo di astronauti. Nel gennaio del 1963 gli venne conferito l'incarico speciale di elaborare l'equipaggiamento degli astronauti all'interno del modulo spaziale. Tale incarico dovette comprendere sia l'equipaggiamento personale come pure l'equipaggiamento per atterraggi d'emergenza.
Il 13 aprile 1964 la NASA nominò Young quale pilota del primo volo con persone a bordo di una capsula Gemini. Young era dunque il primo astronauta del secondo gruppo previsto per una missione nello spazio. Con il comandante Virgil Grissom svolse dunque su Gemini 3 (Molly Brown) il 23 marzo 1965 il primo volo nello spazio di due americani. Young era incaricato di manovrare e lavorare sul primo computer che si trovava nello spazio. Fu oggetto di polemica con la direzione del volo il fatto che Young aveva (illegalmente) portato a bordo un sandwich. Su Gemini 3 infatti si volevano testare i prodotti di alimentazione appositamente preconfezionati. Ironicamente Grissom aveva deciso di partecipare a tale esperimento solo in caso che non vi fosse stato una cosa alternativa da mangiare. Young dunque stupì Grissom offrendogli un sandwich della sua marca preferita. L'oggetto della polemica fu comunque il fatto che le briciole volavano un po' dappertutto nell'abitacolo della capsula spaziale a causa dell'assenza di peso.
Ciò nonostante, poco dopo il successo della missione, Young e Grissom vennero nominati quale equipaggio di riserva per la missione di Gemini 6, svoltasi nel dicembre del 1965. Il 25 gennaio 1966 la NASA nominò Young come comandante di Gemini 10. Pilota e compagno di missione era Michael Collins. Così Young poté partire per la sua seconda missione nello spazio già il 18 luglio 1966. La missione prevedeva sia una manovra di rendez-vouz come pure un'attività extra-veicolare.

### Apollo

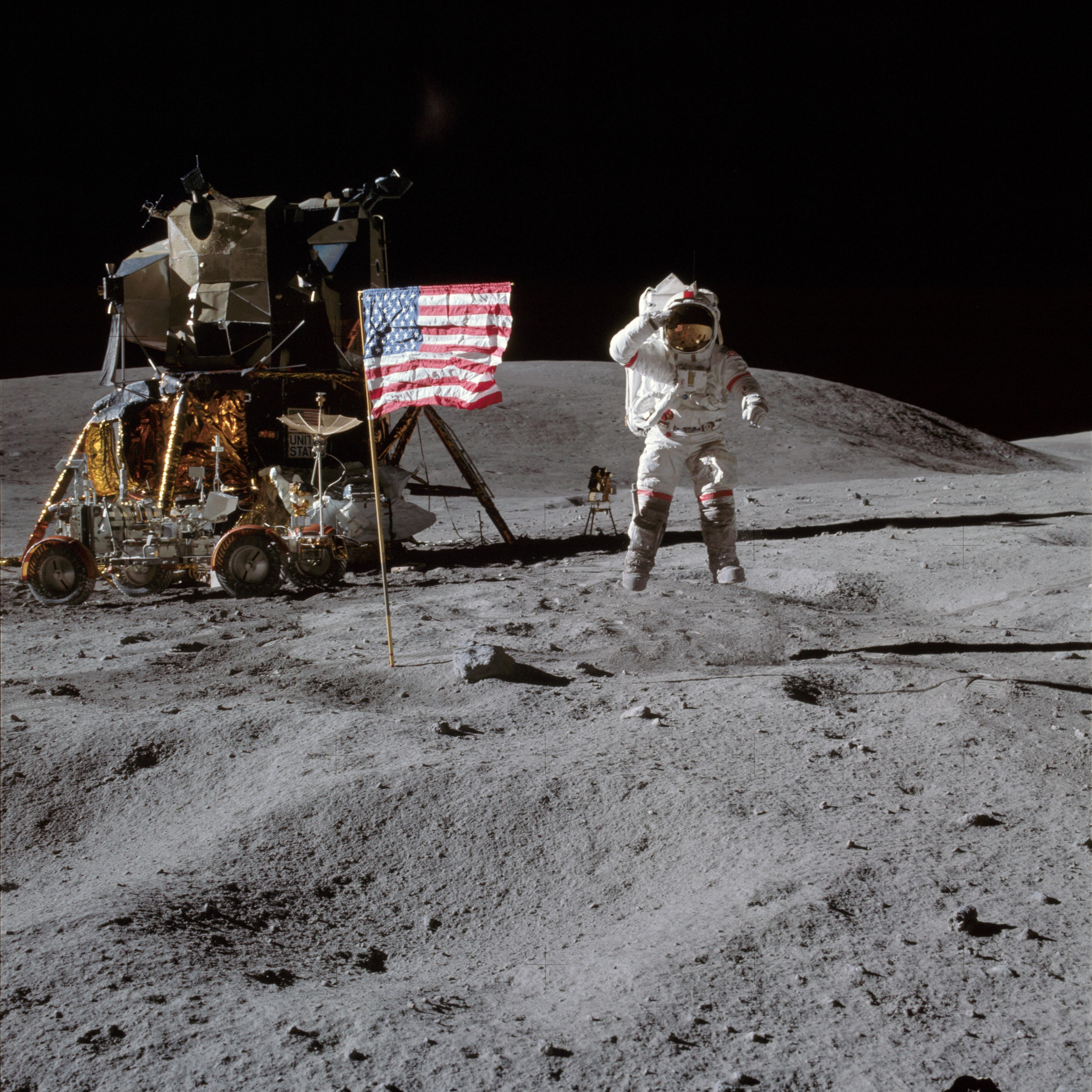
John Young sulla Luna

Terminato il programma Gemini, Young entrò a far parte del programma Apollo. Il 22 dicembre 1966 vennero nominati gli equipaggi dei primi voli di Apollo. In tale occasione Young venne nominato come pilota di riserva della seconda missione con uomini a bordo. Dopo la catastrofe di Apollo 1, nella quale perì l'ex-comandante di Young, Virgil "Gus" Grissom, i progetti vennero sospesi. I nuovi programmi vennero resi pubblici il 9 maggio 1967 e prevedevano Young quale pilota di riserva di Apollo 7 (missione C). Detto volo venne effettuato nell'ottobre del 1968. Young collaborò come radiofonista di contatto (Capcom).
Poco dopo, più precisamente il 13 novembre 1968, Young venne nominato quale pilota del modulo di comando della missione Apollo 10, la prova generale per lo sbarco sulla Luna. Detta missione si svolse dal 18 maggio al 26 maggio 1969. Young rimase come pilota nel modulo di comando Charlie Brown, mentre il comandante Thomas Stafford e il pilota Eugene Cernan simulavano con il modulo lunare Snoopy l'allunaggio.
La fase di rientro nell'atmosfera terrestre avvenne a una velocità di 11.107 metri/secondo (39.885 km/h), fatto che a tutt'oggi rappresenta un record con voli spaziali con persone a bordo. Poco dopo la storica missione di Apollo 11 nel luglio del 1969, Young veniva designato quale comandante di riserva per la missione di Apollo 13. Non dovendo viaggiare su tale volo collaborò nuovamente quale Capcom.
Nel marzo del 1971 finalmente Young fu incaricato del suo primo comando: Apollo 16 destinato a diventare la penultima missione che fino a oggi ha portato l'uomo sulla Luna. Dell'equipaggio facevano inoltre parte il pilota del modulo di comando Thomas K. Mattingly e il pilota del modulo lunare Charles M. Duke. La missione durò dal 16 aprile al 27 aprile 1972 e Young divenne la nona persona che pose il piede sulla Luna. Era il 20 aprile.
Durante i preparativi dell'ultima missione lunare, Apollo 17, la NASA modificò la composizione dell'equipaggio e dell'equipaggio di riserva, inserendo Young e Duke nuovamente nell'equipaggio di riserva. Sapendo che tale missione doveva essere l'ultima per diverso tempo, la NASA prese questa decisione considerando poco conveniente di allenare e addestrare un equipaggio di riserva del tutto nuovo, il quale non avrebbe mai avuto occasione di volare su una regolare futura missione del programma Apollo. Così Young era nella situazione di avere avuto, insieme a Mitchell e Duke, la possibilità di allunare una seconda volta, in caso di sostituzione del suo ex-compagno su Apollo 10 e ora comandante della missione Eugene Cernan. Cernan non dovette essere sostituito e così Young collaborò nuovamente nel ruolo di Capcom.

### Space Shuttle
Concluso il programma Apollo, nel gennaio 1973 Young divenne direttore del reparto Space Shuttle dell'ufficio degli astronauti garantendo che gli astronauti potessero avere abbastanza influenza e collaborare in maniera decisiva all'elaborazione del nuovo veicolo spaziale.

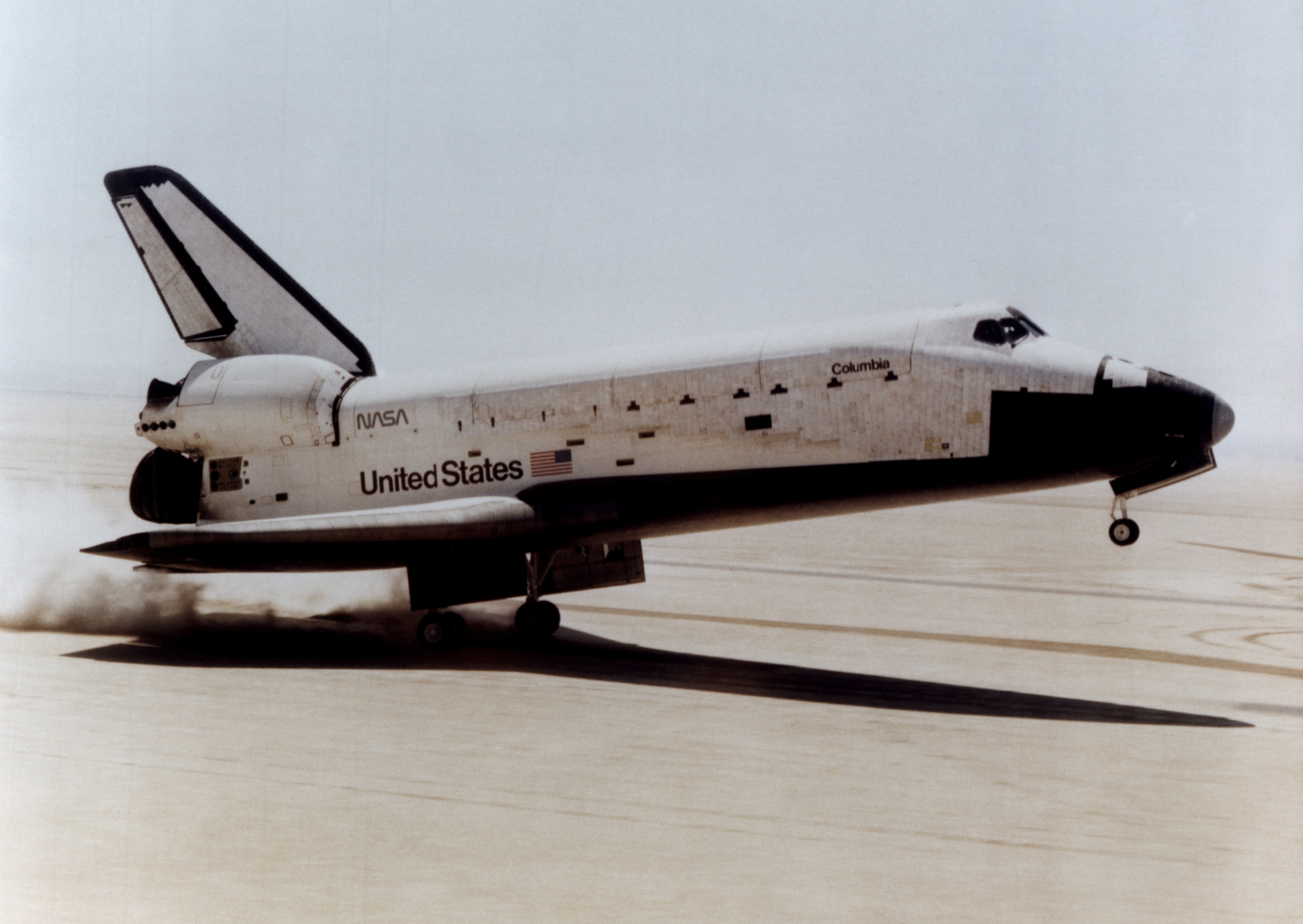
La missione STS-1 atterra con John Young ai comandi.

Nel gennaio 1974 divenne direttore di tutto l'ufficio degli astronauti e pertanto responsabile per il coordinamento di tutte le attività degli stessi. Nel 1976 lasciò ufficialmente la marina militare.
Quando lo Space Shuttle fu pronto per l'impiego, Young ebbe l'onore di essere il comandante della prima missione. Dal 12 aprile al 14 aprile 1981 testò nell'orbita terrestre, assieme al Pilota Robert Crippen, tutti i sistemi e il funzionamento dello Space Shuttle Columbia durante la missione STS-1. Fu la prima volta che la NASA procedette direttamente a una missione con persone a bordo senza aver testato preventivamente il veicolo spaziale senza persone a bordo. Inoltre si trattò della prima missione nella quale una navicella spaziale atterrò in volo planare e non con l'utilizzo di paracadute in mezzo all'oceano.
Young ebbe il suo sesto e ultimo viaggio nello spazio quale comandante della missione STS-9 dal 28 novembre all'8 dicembre 1983, durante la quale, per la prima volta, veniva portato in orbita il laboratorio spaziale Spacelab. Con lui a bordo si trovavano il pilota Brewster Shaw, gli esperti di missione Bob Parker e Owen K. Garriott e gli esperti di trasporto spaziale Byron Lichtenberg e Ulf Merbold.
Un'ulteriore missione (STS-61J), prevista per l'agosto 1986 e durante la quale si voleva provvedere a portare nello spazio il telescopio spaziale Hubble, venne cancellata in seguito alla tragedia dell'esplosione dello Space Shuttle Challenger. Di conseguenza, l'allora 56enne Young decise di ritirarsi dai ruoli attivi degli astronauti NASA.
John Young può vantare oltre 15.100 ore di volo su aerei, elicotteri e razzi. Di queste, 835 sono ore di volo nello spazio. Nel maggio 1987 Young si dimise dall'incarico di direttore dell'ufficio degli astronauti, assumendo nel 1996 l'incarico di direttore tecnico del Johnson Space Center. Dopo 42 anni di servizio presso la NASA, Young si ritirò definitivamente dal lavoro nel dicembre del 2004.
Può vantare alcuni primati nei suoi sei voli spaziali:
- Gemini 3: Utilizzò il primo computer su una navicella spaziale;
- Gemini 10: Prima navicella spaziale a effettuare un rendez-vous con 2 diversi oggetti (ATV 10 e ATV 8 della precedente missione Gemini 8) e a cambiare la propria orbita con l'ausilio di motori di un altro vettore (ATV 10)
- Apollo 10: Primo uomo in solitario in orbita lunare. Al rientro la capsula tocco i 39.897 km/h, record per una navicella abitata in atmosfera terrestre;
- Apollo 16: Primo uomo a effettuare due volte il viaggio Terra-Luna e ad allunare nel secondo viaggio (J. Lovell fece 2 viaggi prima di lui ma non allunò);
- STS 1: Primo lancio dello Space Shuttle, primo lancio di un veicolo spaziale pilotato USA senza averlo provato prima;
- STS 9: Primo volo dello Spacelab.

È da notare che, pur avendo effettuato sei voli spaziali, Young ha effettuato sette lanci, considerando il decollo dalla Luna con Apollo 16